# Bulbocerca nigra
Bulbocerca nigra is een insectensoort uit de familie Anisembiidae, die tot de orde webspinners (Embioptera) behoort. De soort komt voor in Mexico.
Bulbocerca nigra is voor het eerst wetenschappelijk beschreven door Ross in 2003.